# Franziska Braun
Franziska Braun (* 28. Dezember 1885 in Weilburg; † 29. Juli 1955) war die erste Frau, die „seit dem Wintersemester 1908/09“ als reguläre Studentin an der Technischen Hochschule Darmstadt (THD) eingeschrieben war. Sie studierte Architektur. Außerdem war sie bis zum Ende des Ersten Weltkriegs neben fünf ausländischen Studentinnen die einzige Deutsche, die an der THD eine Diplomprüfung ablegte. Bei ihr war dies im Jahr 1911 eine „Diplom-Vorprüfung für das Hochbaufach“.

## Leben
Franziska Braun wurde im Dezember 1885 in Weilburg an der Lahn als Tochter des Gymnasialdirektors Philipp Braun und seiner Ehefrau Maria geborene Scheel geboren. Sie legte das Abitur, das auch Frauen an der THD seit 1908 das reguläre Studium ermöglichte, in Frankfurt am Main am „Realgymnasium Musterschule“ ab. Realgymnasium hieß – im Unterschied zu humanistischen Gymnasien – dass die Schule auf Naturwissenschaften besonderen Wert legte. Auf die Abiturprüfung bereitete sie sich ebenfalls in Frankfurt am Main „durch Realgymnasialkurse für Mädchen (…) vor“.
In der Diplomvorprüfung zeigte sie „gute und befriedigende Noten“. Anders als Jovanka Bončić-Katerinić, der ersten Diplomingenieurin in Deutschland, die an der THD 1913 ihr Studium regulär beendete, schloss sie zumindest dort ihr Studium nicht ab. Im „Herbst 1912 (…) geht ihre Spur verloren.“ Warum sie die TH verließ, wegen Studienabbruch, Heirat oder Hochschulwechsel etwa, war 1988 noch nicht klar. Bis zur 100-Jahr-Feier des Frauenstudiums an der THD 2008 klärte sich dies: „Franziska gab ihr Studium auf, um Heinrich Emil Fliedner zu heiraten und mit ihrem Mann nach Berlin zu ziehen“.

## Ehrungen
Der Magistrat der Stadt Darmstadt beschloss im Jahr 2012, eine Straße auf dem Campus Lichtwiese der Technischen Universität Darmstadt nach ihr zu benennen. Die Umbenennung wurde am 15. Oktober 2013 vorgenommen.

## Preis
Die TU Darmstadt verleiht seit dem Jahr 2011 alle zwei Jahre den Franziska-Braun-Preis der Carlo-und-Karin-Giersch-Stiftung. Der mit 25.000 EUR dotierte Preis zeichnet „Best-Practice-Modelle für das Gewinnen von Frauen in und für Forschung und Lehre an der TU Darmstadt“ und wird an Organisationseinheiten oder Personengruppen der TU Darmstadt verliehen.